# Narodni park Čitvan
Narodni park Čitvan (nepalsko चितवन राष्ट्रिय निकुञ्ज) je prvi narodni park v Nepalu. Ustanovljen je bil leta 1973 in je leta 1984 dobil status svetovne dediščine. Zajema površino 952,63 km² in leži v subtropskih notranjih nižinah Tarai v južnem osrednjem Nepalu v okrožjih Navalpur, Parsa, Čitvan in Makvanpur. V nadmorski višini se giblje od približno 100 m  v dolinah rek do 815 m v hribih Churia. 
Na severu in zahodu zaščitenega območja je rečni sistem Narayani-Rapti naravna meja za človeška naselja. Ob vzhodu narodnega parka Čitvan je narodni park Parsa, na jugu je indijski narodni park Valmiki. Koherentno zavarovano območje, ki obsega 2075 km², predstavlja enoto za ohranjanje tigrov (TCU) Čitvan-Parsa-Valmiki, ki pokriva ogromen kompleks aluvialnih travišč in subtropskih vlažnih gozdov, ki obsegajo 3549 km². 

## Zgodovina
Od konca 19. stoletja je bil Čitvan – pomeni 'srce džungle' - v hladnih zimskih sezonah priljubljeno lovišče nepalskega vladajočega razreda. Do 1950-ih let je bilo potovanje od Katmanduja do juga Nepala naporno, saj je bilo območje mogoče doseči le peš in je trajalo več tednov. Za fevdalne lovce na veliko divjad in njihovo spremstvo so bili postavljeni udobni kampi, kjer so v nekaj mesecih pobili na stotine bengalskih tigrov, velikih enorogih nosorogov, indijskih leopardov in medvedov šobarjev. 
Leta 1950 so se Čitvanski gozd in travinje razširili na več kot 2600 km² in je v njem živelo približno 800 nosorogov. Ko so se revni kmetje iz sredogorja preselili v dolino Čitvan v iskanju obdelovalnih površin, je bilo območje pozneje odprto za poselitev, divjad pa je postala neobvladljiva. Leta 1957 je bil sprejet prvi zakon o varstvu, ki ga je država zagotovila za zaščito nosorogov in njihovega habitata. Leta 1959 je Edward Pritchard Gee opravil pregled območja, priporočil ustvariti zaščiteno območje severno od reke Rapti in rezervat za divje živali južno od reke za poskusno obdobje desetih let . Po njegovi poznejši raziskavi Čitvana leta 1963, tokrat za Društvo za ohranjanje favne in Mednarodno združenje za ohranjanje narave, je priporočil podaljšanje zavetišča na jugu. 
Do konca 1960-ih let je bilo očiščene 70 % džungle, malarija je bila izkoreninjena z uporabo DDT, na tisoče ljudi se je naselilo in ostalo je samo 95 nosorogov. Dramatično upadanje populacije nosoroga in obseg krivolova sta vlado spodbudila k ustanovitvi Gaida Gasti - izvidniške patrulje za nosoroge s 130 oboroženimi moškimi in mrežo stražarskih mest po vsem Čitvanu. Da bi preprečili izumrtje nosorogov, je bil decembra 1970 sprejet nacionalni park Čitvan, z mejami, razmejenimi naslednje leto in ustanovljenim leta 1973, ki je sprva zajemal površino 544 km². 
Ko so bila v Čitvanu ustanovljena prva zavarovana območja, so se bile skupnosti Tharu prisiljene preseliti iz svojih tradicionalnih območij. Zavrnjena jim je bila pravica do lastništva zemljišč in tako prisiljeni v položaj brez zemlje in v revščino. Ko je bil določen narodni park Čitvan, so nepalski vojaki uničili vasi, ki so bile znotraj meje parka, požgali hiše in pregnali ljudi, ki so poskušali orati polja. Nekateri so grozili, da bodo ljudi Tharu prisilili z orožjem k odhodu.
Leta 1977 se je park razširil na sedanjo površino 932 km². Leta 1997 je bil na severni in zahodni strani rečnega sistema Narayani-Rapti in med jugovzhodno mejo parka in mednarodno mejo z Indijo dodan blažilni prostor velikosti 766,1 km².
Sedež parka je v Kasari. Vzpostavljeni so bili tudi centri za ohranitev gavialov in želv. Leta 2008 je bil ustanovljen center za vzrejo jastrebov, katerega cilj je ohraniti do 25 parov vsake od dveh vrst Gyps jastrebov, ki so trenutno v Nepalu kritično ogroženi – sajasti plešec (Gyps bengalensis) in vitkokljuni jastreb (Gyps tenuirostris).

## Podnebje
Čitvan ima tropsko monsunsko podnebje z visoko vlažnostjo skozi vse leto. Območje leži v osrednjem podnebnem območju Himalaje, kjer se monsun začne sredi junija in se konec septembra umiri. V teh 14–15 tednih pade večina 2500 mm letnih padavin - nalivov z dežjem. Po sredini oktobra se monsunski oblaki umaknejo, vlažnost se spusti, najvišja dnevna temperatura pa se postopoma spušča od ± 36 ° C do ± 18 ° C. Noči se ohladijo do 5 ° C do konca decembra, ko običajno nekaj dni dežuje. Nato temperature postopoma naraščajo.

## Vegetacija
Tipična vegetacija Notranjega Taraija so himalajski subtropski širokolistni gozdovi s pretežno Shorea robusta drevesi, ki pokrivajo približno 70 % območja narodnega parka. Najčistejši sestoji se pojavljajo na dobro izsušenih nižinskih tleh v središču. Ob južni strani hribovja Churia se Shorea robusta meša z borom (Pinus roxburghii). Na severnih pobočjih se povezujejo z manjšimi cvetočimi drevesnimi in grmovnimi vrstami, kot so Terminalia bellirica, palisander (Dalbergia sissoo), Anogeissus latifolia, slonovo jabolko (Dillenia indica), Garuga pinnata in vinike, kot so Bauhinia vahlii in Spatholobus parviflorus.
Sezonski požari, poplave in erozija povzročajo spreminjajoči se mozaik rečnih gozdov in travnikov ob rečnih bregovih. Na nedavno deponiranih nanosih in v nižinskih predelih prevladujejo skupine Acacia catechu s palisandrom (Dalbergia sissoo), sledijo pa jim skupine Bombax ceiba s Trewia nudiflora, katerih sadove uživajo nosorogi.  Grmičevje modroplodnica (Callicarpa macrophylla), usodnik Clerodendrum sp.) in amla (Phyllanthus emblica) nudijo zavetje in brlog najrazličnejšim vrstam.
Savana in travniki Tarai-Duar pokrivajo približno 20 % območja parka. Tukaj najdemo več kot 50 vrst, vključno z nekaterimi najvišjimi travami na svetu, kot so slonova trava Saccharum ravennae, navadni trstikovec (Arundo donax), trstičje (Phragmites karka) in več vrst prave trave. Trava Saccharum spontaneum je ena izmed prvih trav, ki kolonizira nove peščene bregove in jo odplavijo letne monsunske poplave. 

## Živalstvo
Širok razpon tipov vegetacije v narodnem parku Čitvan je dom več kot 700 vrstam prosto živečih živali in še ne popolnoma raziskano število vrst metuljev, moljev in žuželk. Poleg kraljeve kobre in indijskega pitona (Python molurus) se pojavlja še 17 drugih vrst kač, želv (Indotestudo elongata) in varanov. Rečni sistem Narayani-Rapti, njihovi majhni pritoki in neštete mrtvice in  jezera so habitat za 113 zabeleženih vrst rib in močvirskih krokodilov (Crocodylus palustris). V zgodnjih 1950-ih se je v reki Narajani pojavilo približno 235 gavialov (Gavialis gangeticus). Populacija se je leta 2003 dramatično zmanjšala na samo 38 divjih gavialov. Vsako leto se na rekah naberejo njihova jajca, ki se izvalijo v vzrejnem centru projekta Gharial Conservation, kjer se živali vzrejajo do starosti 6–9 let. Vsako leto se mladi gaviali ponovno vključijo v sistem reke Narayani-Rapti, od katerih jih na žalost preživi le malo. 

### Sesalci
Narodni park Čitvan je dom 68 vrst sesalcev.  'Kralj džungle' je bengalski tiger (Panthera tigris tigris). Aluvialni poplavni habitat Tarai je eden najboljših habitatov tigrov kjerkoli na svetu. Od ustanovitve narodnega parka Čitvan se je na začetku majhna populacija približno 25 osebkov leta 1980 povečala na 70–110. V nekaj letih se je ta populacija zmanjšala zaradi divjega lova in poplav. V dolgotrajni študiji, ki so jo izvedli v obdobju 1995–2002, so raziskovalci tigrov odkrili relativno številčnost 82 plemenskih tigrov in gostoto 6 samic na 100 km².  Podatki, pridobljeni z nastavljenimi kamerami v letih 2010 in 2011 so pokazali, da se gostota tigrov giblje med 4,44 in 6,35 posameznikov na 100 km². V času, ko je človeška aktivnost dosegla vrhunec, so ti časovni vzorci aktivnosti precej manj aktivni. 
Indijski leopardi (Panthera pardus fusca) so najbolj razširjeni na obrobju parka. Soobstajajo s tigri, vendar pa so družbeno podrejeni in niso običajni v primarnem habitatu tigra.  Leta 1988 je bil zajet dimasti leopard (Neofelis nebulosa) izven zaščitenega območja. Izpuščen je bil v park, vendar tam ni ostal. 
Šteje se, da ima Čitvan najvišjo gostoto populacije medvedov šobarjev (Melursus ursinus), ki jo ocenjujejo od 200 do 250 osebkov. Vidre vrste Lutrogale perspicillata prebiva v številnih potokih in rekah. Bengalske lisice (Vulpes bengalensis), pikčasti linsang (Prionodon pardicolor) in medarski jazbec (Mellivora capensis) lovijo po džungli svoj plen. Na južnih pobočjih hribov Churia prevladujejo črtaste hijene (Hyaena hyaena). Med pregledom nameščenih kamer v letu 2011 so bili v južnih in zahodnih delih parka zabeleženi divji pes (Cuon alpinus alpinus), zlati šakal (Canis aureusi), ribiška tigrasta mačka (Prionailurus viverrinus), džungelska mačka, bengalska mačka (Prionailurus bengalensis), velika in mala indijska cibetovka (Viverricula indica), azijska palmina cibetovka (Paradoxurus hermaphroditus), mangusta (Herpestes urva) in rumena kuna (Martes flavigula). 
Veliki indijski nosorog (Rhinoceros unicornis): od leta 1973 se je populacija dobro obnavljala in se je na prelomu stoletja povečala na 544 živali. Da bi zagotovili preživetje ogroženih vrst v primeru epidemij, se od leta 1986 živali prenašajo letno iz Čitvana v narodni park Bardia in v narodni park Sukla Phanta. Vendar pa je bilo število osebkov večkrat ogroženo zaradi lova: v letu 2002 so lovci ubili 37 živali, da bi pridobili in prodali dragocene rogove. Čitvan ima največjo populacijo indijskih nosorogov v Nepalu, ocenjeno na 605 od 645 osebkov v državi od leta 2015.
Občasno divji azijski sloni najdejo pot iz narodnega parka Valmiki v doline parka, očitno v iskanju samic, ker se želijo pariti.
Džungelsko govedo tudi gaur (Bos gaurus) preživi večino leta v manj dostopnih hribih Churia na jugu narodnega parka. Ko pa se začnejo spomladanski požari in ponovno začnejo rasti bujne trave, se spuščajo na travnike in v rečne gozdove na pašo. Čitvanska populacija, največja te vrste divjega goveda na svetu, se je v letih od 1997 do 2016 povečala s 188 na 368 živali. V sosednjem rezervatu za divje živali Parsa je bilo preštetih 112 živali. Živali se prosto gibljejo med temi parki. 
Poleg številnih divjih svinj v parku prebivajo tudi jeleni zambar (Rusa unicolor), indijski muntjak (Muntiacus muntjak), indijski prašičji jelen (Hyelaphus porcinus) in črede čitalov. V hribih so pretežno štiri roge antilope (Tetracerus quadricornis). Prisotni so tudi rezus makaki (Macaca mulatta), hanuman langurji (Semnopithecus entellus), indijski pasavci (Manis crassicaudata), indijski ježevci (Hystrix indica), številne vrste letečih veveric, indijski zajci (Lepus nigricollis) in ogroženi zajci (Caprolagus hispidus)

### Ptiči
Vsako leto se posvetijo opazovanju ptic in zaščiti naravovarstvenih vrst, ki se pojavljajo po vsej državi. Leta 2006 so v narodnem parku Čitvan zabeležili 543 vrst, veliko več kot v katerem koli drugem zavarovanem območju v Nepalu in približno dve tretjini globalno ogroženih vrst v Nepalu. Poleg tega je bilo spomladi 2008 opaženo 20 črnočopih juhinov (Yuhina nigrimenta), par medosesov Aethopyga gouldiae, par papig Psittacula roseata in eno tukalico Gallirallus striatus, nenavaden zimski obiskovalec. 
Še posebej pomembni habitati so aluvialna travišča parka za kritično ogroženega bengalskega florikana (Houbaropsis bengalensis), ranljivejšega malega marabuja (Leptoptilos javanicus), prinije Prinia cinereocapilla, močvirske kure Francolinus gularis in več vrst penic. Leta 2005 je bilo v treh različnih tipih travišč opaženih več kot 200 osebkov Argya longirostris.  Blizu ogroženosti je orientalski kormoran (Anhinga melanogaster), ki je stalnica okrog številnih jezer, kjer je mnogo tudi čapelj, bobnaric, štorkelj in vodomcev.
Park je eno redkih znanih gnezdišč globalno ogroženega velikega klinkača. kraljevega orla in ameriškega jezerca (Haliaeetus leucoryphus), pav in pegatka pa živita na gozdnih tleh.
Jeseni iz severnih zemljepisnih širin prihajajo okoli 160 vrst selivk, med katerimi je veliki klinkač, kraljevi orel in ribji orel. Pogosto je videti raco rjasto kozarko (Tadorna ferruginea) in evrazijsko gos. Velike jate tibetanske gosi (Anser indicus) s črtasto glavo gredo le nekaj dni v februarju na pot proti severu.
Takoj, ko so pomladi odšli zimski obiskovalci, priletijo poletni obiskovalci iz južnih zemljepisnih širin. Kukavice napovedujejo začetek pomladi. Pisana bengalska pita in več vrst medosesov so običajne gnezdilke med monsunom. Med mnogimi vrstami muharjev je rajski muharček (Terpsiphone paradisi) z dolgim valovitim repom v letenju spektakularen pogled.

## Turizem
Narodni park Čitvan je med najbolj priljubljenimi turističnimi točkami Nepala. Obstajata dva glavna vhoda v narodni park: Sauraha na vzhodu in Meghauli Village na zahodu.

## V popularni kulturi
Edinstvena čreda nosorogov v parku je bila predstavljena v The Jeff Corwin Experience v sezoni 2, epizoda 11.
Turistično doživetje Čitvan National Park na safariju s terenskimi vozili, pohodu in ogledu vasi na Travel Photo Discovery